# Liste der Einträge im National Register of Historic Places im Greene County (Tennessee)
Diese Liste der Einträge im National Register of Historic Places im Greene County (Tennessee) enthält alle im Greene County, Tennessee in das National Register of Historic Places eingetragenen Gebäude, Bauwerke, Objekte, Stätten oder historischen Distrikte.
Diese Liste entspricht dem Bearbeitungsstand des National Park Service/National Register of Historic Places vom 11. Oktober 2024.

## Legende
| NRHP | Historic Place             |
| HD   | National Historic District |

## Aktuelle Einträge
| [ 2 ] | Name                                      | Bild                                      | Eintragsdatum                  | Lage | Ort           | Beschreibung |
| ----- | ----------------------------------------- | ----------------------------------------- | ------------------------------ | --- | ------------- | ------------ |
| 1     | Allen-Birdwell Farm                       | Allen-Birdwell Farm                       | 15. März 2011 ID-Nr. 11000088  | 3005 W. Allen's Bridge Rd. 36° 3′ 34″ N, 82° 54′ 43″ W                                                          | Greeneville   |              |
| 2     | Andrew Johnson National Historic Site     | weitere Bilder                            | 15. Okt. 1966 ID-Nr. 66000073  | Main, Depot und College Sts. 36° 9′ 30″ N, 82° 50′ 6″ W                                                         | Greeneville   |              |
| 3     | Blue Springs Lutheran Church and Cemetery | weitere Bilder                            | 13. Nov. 2017 ID-Nr. 100001824 | 920 Main Street 36° 11′ 23,7″ N, 82° 57′ 28,4″ W                                                                | Mosheim       |              |
| 4     | Brown-Neas House                          | Brown-Neas House                          | 8. Nov. 1984 ID-Nr. 84000374   | Old Johnson City Road 36° 11′ 2″ N, 82° 44′ 3,8″ W                                                              | Afton         |              |
| 5     | Bulls Gap Fortification                   |                                           | 29. Sep. 1998 ID-Nr. 98001211  | Adresse nicht veröffentlicht                                                                                    | Bulls Gap     |              |
| 6     | Conway Bridge                             | weitere Bilder                            | 20. Nov. 2009 ID-Nr. 09000948  | Briar Thicket Rd./Knob Creek Rd. über den Nolichucky River 36° 7′ 21″ N, 83° 7′ 31″ W                           | Briar Thicket |              |
| 7     | Crescent School                           | Crescent School                           | 16. März 2020 ID-Nr. 100005134 | 615 West Main Street 36° 9′ 29,2″ N, 82° 50′ 23,6″ W                                                            | Greeneville   |              |
| 8     | Samuel Doak House                         | Samuel Doak House                         | 18. Feb. 1975 ID-Nr. 75001755  | Erwin Highway, Greeneville, TN 37745 36° 10′ 28″ N, 82° 45′ 54″ W                                               | Tusculum      |              |
| 9     | Earnest Farms Historic District           | weitere Bilder                            | 11. Jan. 2002 ID-Nr. 01001449  | südlich vom Nolichucky River, zwischen der Crum Farm und dem Jim Earnest Farmstead 36° 11′ 54″ N, 82° 40′ 51″ W | Chuckey       |              |
| 10    | Greeneville Historic District             | weitere Bilder                            | 3. Mai 1974 ID-Nr. 74001913    | zwischen der Irish, Nelson, E. Church, College und McKee Sts. 36° 9′ 41″ N, 82° 49′ 47″ W                       | Greeneville   |              |
| 11    | James Lowry House                         |                                           | 25. März 1982 ID-Nr. 82003972  | Asheville Highway 36° 7′ 16″ N, 82° 51′ 39″ W                                                                   | Greeneville   |              |
| 12    | Maden Hall Farm                           | weitere Bilder                            | 27. Aug. 2009 ID-Nr. 09000667  | 3225 Kingsport Highway 36° 13′ 1,6″ N, 82° 47′ 40″ W                                                            | Greeneville   |              |
| 13    | Mauris-Earnest Fort House                 | Mauris-Earnest Fort House                 | 30. Jan. 1978 ID-Nr. 78002591  | südlich von Chuckey am Nolichucky River 36° 12′ 19″ N, 82° 41′ 3,8″ W                                           | Chuckey       |              |
| 14    | New Bethel Cumberland Presbyterian Church | New Bethel Cumberland Presbyterian Church | 5. Okt. 1978 ID-Nr. 78002592   | nordwestlich von Greeneville an der Tennessee State Route 70 36° 11′ 43″ N, 82° 53′ 1″ W                        | Greeneville   |              |
| 15    | David Rankin House                        | David Rankin House                        | 26. Aug. 1983 ID-Nr. 83003035  | Snapp's Ferry Rd. 36° 12′ 30″ N, 82° 46′ 12″ W                                                                  | Greeneville   |              |
| 16    | Ripley Stone House                        | weitere Bilder                            | 18. Sep. 1978 ID-Nr. 78002590  | östlich von Afton, in der Nähe der U.S. Route 11E 36° 11′ 53″ N, 82° 42′ 31″ W                                  | Afton         |              |
| 17    | Tusculum College Historic District        | weitere Bilder                            | 25. Nov. 1980 ID-Nr. 80003800  | Erwin Highway, Giland St. und Shiloh Rd. 36° 10′ 25″ N, 82° 45′ 41″ W                                           | Tusculum      |              |